# Phytomyza acanthopanicis
Phytomyza acanthopanicis är en tvåvingeart som beskrevs av Mitsuhiro Sasakawa 1961. Phytomyza acanthopanicis ingår i släktet Phytomyza och familjen minerarflugor. Inga underarter finns listade i Catalogue of Life.